# Dundee (Flórida)
Dundee é uma vila localizada no estado americano da Flórida, no condado de Polk. Foi incorporada em 1925.

## Geografia
De acordo com o United States Census Bureau, a vila tem uma área de 29,6 km², onde 26,1 km² estão cobertos por terra e 3,5 km² por água.

### Localidades na vizinhança
O diagrama seguinte representa as localidades num raio de 16 km ao redor de Dundee.

## Demografia
Segundo o censo nacional de 2010, a sua população é de 3 717 habitantes e sua densidade populacional é de 142,23 hab/km². Possui 1 724 residências, que resulta em uma densidade de 66 residências/km².